# Außerordentlicher Schriftstellerkongreß der DDR
Der Außerordentliche Schriftstellerkongreß der DDR fand vom 1. bis 3. März 1990 in Ost-Berlin statt.

## Verlauf
Zu diesem Kongress des Schriftstellerverbandes der DDR kamen 579 Autoren nach Berlin. Er konnte wegen Sturmschäden nicht in der Kongresshalle am Alexanderplatz stattfinden und wurde deshalb im Kulturhaus des VEB Elektrokohle Lichtenberg begonnen und im Auditorium Maximum der Humboldt-Universität fortgesetzt. Eingeladen waren auch bisher ausgeschlossene und ausgereiste Mitglieder. Alle Anwesenden waren stimmberechtigt.
Es gab ausführliche und teilweise kontroverse Diskussionen über die Vergangenheit und Zukunft des Schriftstellerverbandes. Es sprachen unter anderem Stefan Heym, Volker Braun, Rainer Kirsch, und Christa Wolf (erstmals seit fast 20 Jahren wieder auf einem Schriftstellerkongress der DDR). Es wurde ein neuer Vorstand des Schriftstellerverbandes gewählt. Neuer Vorsitzender wurde der Lyriker Rainer Kirsch, dessen Stellvertreter Joachim Walther und der früher ausgeschlossene Bernd Jentzsch, zum Ehrenpräsidenten wurde Stefan Heym erklärt. Die Kommission zur Aufarbeitung der Geschichte des Verbandes unter Heinz Kahlau sollte ihre Tätigkeit fortsetzen.
Über den Kongress wurde in Medien in Ost und West berichtet, die allgemeine Aufmerksamkeit war allerdings auf Grund der sich rasant entwickelnden äußeren Veränderungen verhältnismäßig gering.
Zum 31. Dezember 1990 stellte der Verband, der sich nach der Wiedervereinigung in Deutscher Schriftstellerverband umbenannt hatte, auf Beschluss des Vorstandes seine Tätigkeit ein.